# Boda glasbruk
Boda glasbruk (dansk: Boda glasværk) var et glasværk i byen Boda Glasbruk i Emmaboda kommune, Kalmar län i Småland, Sverige. 
Boda glasværk, der er grundlagt i 1864, ligger i det område af Småland, der kaldes Glasriget
Bruket indgik fra 1990 i Orrefors Kosta Boda AB, der fra 1997 blev en del af aktieselskabet i Royal Scandinavia. I 2003 lukkedes den store glashytte i Boda, og en ny mindre hytte indrettedes i det gamle glasmaleri- og blomstersliberi. Senere, i 2005, blev Orrefors Kosta Boda overtaget af den svenske koncern New Wave Group. Den 18. juni 2011 startede Design House Stockholm den lilla glashytte, der hedder "Vet Hut" og i dag har egen glasproduktion med kendte formgivere.
År 2009 købte Emmaboda kommune de store glassamlinger fra Boda, Åfors og Kosta glasbruk, der tilsammen er den største kunstglassamlingen i Sverige, The Glass Factory, der indviedes i 2011 i brukets lokaler. I samma bygning ligger også Design House Stockholms OPEN butik og hytten "Vet Hut".